# Sandro Loi
Sandro Loi (Cagliari, 14 marzo 1960) è un allenatore di calcio ed ex calciatore italiano, tecnico della squadra femminile del Cagliari.

## Carriera

### Giocatore

Loi (ultimo sulla destra) con la maglia del Prato

Cresciuto calcisticamente nel Cagliari, esordì a vent'anni in prima squadra. Giocò cinque stagioni in maglia rossoblu prima di passare al Prato, in serie C.
Con i sardi disputò tre stagioni consecutive in A e due in B. Ha collezionato 85 presenze (di cui 43 in serie A) con un solo gol segnato, in serie B (Cagliari - Arezzo 4-1 nel 1984), nonostante le grandi occasioni.
Con i Lanieri giocò per due stagioni, mettendo a segno cinque reti durante la prima.
Continuò la sua carriera militando in società all'epoca semiprofessionistiche, fino al ritiro, avvenuto nel 1992.

### Allenatore
Dopo il ritiro ha intrapreso l'attività di allenatore, entrando nelle giovanili del Cagliari. Dal 2010 al 2017 ha allenato i Giovanissimi della società sarda.
Nel settembre 2019 è entrato a far parte dello staff della Cagliari Football Academy, la scuola calcio della società.